# Mihail Moldovan (1879–1943)
Dr. Mihail Moldovan (n. 1879, Călărași, județul Cluj – d. septembrie 1943, Turda, județul Cluj) a fost un deputat în Marea Adunare Națională de la Alba Iulia, organismul legislativ reprezentativ al „tuturor românilor din Transilvania, Banat și Țara Ungurească”, cel care a adoptat hotărârea privind Unirea Transilvaniei cu România, la 1 decembrie 1918 :pp. 117-118 .

## Biografie
Se naște într-o familie de agricultori, în comuna Călărași, lângă Turda, în anul 1879. A urmat cursurile liceale la Blaj, unde va susține și examenul de bacalaureat. În clasa a VI-a, fiind coleg cu Octavian Goga, arborează împreună cu acesta drapelul românesc pe catedrala de la Blaj, ajungând să fie ambii sancționați pentru această acțiune :p. 91. A absolvit Facultatea de Drept a Universității din Cluj, unde va fi mai târziu Doctor în Drept. Susține examenul de avocat în Budapesta, iar din 1910 a fost avocat la Turda, unde își va deschide propriul birou de avocatură. Tot în 1910, la Budapesta, s-a căsătorit cu văduva Ecaterina Dr. Pătăceanu fiica lui Ioan Mezei de Szathmar și a Ecaterinei, născută Rațiu de Nagylak. Aceasta a fost aleasă ca deputat în Marea Adunare Națională de la Alba Iulia ca delegată a Reuniunii Femeilor Române din Turda, desfășurând o activitate filantropică pentru cei necăjiți de-a lungul întregii sale vieți :pp. 117-118.
După stabilirea la Turda ca student jurist în 1904 s-a înscris în ASTRA și în Societatea Română de Lectură din oraș, contribuind la acțiunile culturale românești cu scopul trezirii conștiinței naționale :pp. 117-118.
La începutul Primului Război Mondial a fost mobilizat în armata austro-ungară, având la sfârșitul războiului gradul de căpitan, după ce intră în război cu gradul de sublocotenent, fiind rănit în două rânduri :p. 91. Animat de puternice sentimente patriotice, a luat parte la evenimentele din toamna anului 1918 din Turda, fiind conducător și organizator al Senatului Național și al Gărzii Naționale Române din oraș. Din aceasta calitate s-a îngrijit și de menținerea ordinii până la intrarea armatei române în oraș :pp. 117-118. În acest scop, într-o ședință a Gărzii Naționale Române din Turda, Mihail Moldovan propune aducerea la în localitate a unui batalion de infanterie, avându-se în vedere prevenirea unor posibile manifestări ostile ale gărzilor maghiare și mai ales împotriva unităților militare secuiești care acționau în zona Câmpia Turzii-Poiana. De asemenea, în ședința Senatului Militar din Turda, ținută sub președinția căpitanului Mihail Moldovan în 14 noiembrie 1918 se propune înființarea la în oraș a unei armate românești, compusă dintr-un batalion cu patru companii, fiecare companie alcătuită din trei plutoane, propunere pe care Mihai Moldovan o aprobă. Potrivit protocolului acestei armate, jumătate din ea avea să staționeze la Turda, iar cealaltă jumătate urma și se împartă pentru servicii de siguranță din anumite cercuri, în funcție de necesități. În încheierea protocolului, Mihai Moldovan solicita Senatului Național Român din Cluj șă asigure în grabă atingerea acestui obiectiv, oferindu-i de asemenea sprijinul moral și material de care avea nevoie. Gărzile Naționale Române care patrulau cu câteva zile înaintea Marii Adunări Naționale de la Alba Iulia prin localitățile din jurul Turzii erau dotate cu armament procurat de la comandantul Gărzii din Turda, Mihail Moldovan. Tot el dă și ordinul ca, după 1 decembrie 1918, soldații din Gărzile Naționale Române să dezarmeze gărzile maghiare din satele ungurești, din Scaunul Arieșului, urmând ca mai apoi să preia administrarea comunelor,:pp. 37-49.
În toamna anului 1918 a fost arestat de garda maghiară compusă din soldați secui, închis la închisoarea Felecvar (Cetățuia) din Cluj, alături de secretarul Gărzii Naționale, Simion Poruțiu și de alți zece români, intelectuali ai orașului Turda :p. 62. A fost condamnat la moarte, scăpând înaintea executării pedepsei :p. 180.
După încheierea războiului, pe lângă activitatea politică, a făcut parte din conducerea Băncii Centrale și a Fabricii de Sticlă din Turda, fiind de asemenea, pentru un timp îndelungat, Decanul Baroului de Avocați din Cluj-Napoca :pp. 117-118. Fiind de confesiune ortodoxă, a contribuit la ridicarea Catedralei Ortodoxe din Turda, construită la inițiativa protopopului Iovian Mureșan, edificiu finalizat zece ani mai târziu, în 1934 :p. 92.
La Marea Adunare Națională de la Alba Iulia din 1 decembrie 1918 a fost trimis de locuitorii satului său natal, iar înainte de a se stinge din viață, Dr. Mihail Moldovan a participat alături de PS Nicolae Ivan la sfințirea unei biserici din Călărași. A decedat în 2 decembrie 1943 și este înmormântat în cimitirul familiei Rațiu :p. 92.

## Activitatea politică

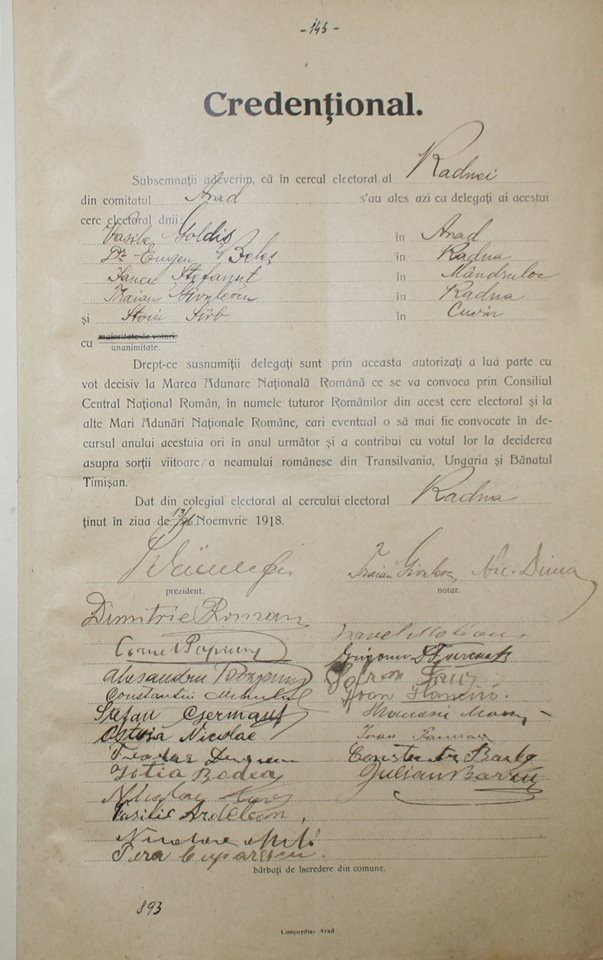
Credențional

Ca deputat în Adunarea Națională din 1 decembrie 1918 a fost delegat al Gărzii Naționale Române din Comitatul Turda-Arieș :p. 180.
Dr. Mihail Moldovan a fost primul primpretor român al plasei Turda, iar în anul 1919 a fost ales deputat liberal al județului Turda-Arieș. A fost un membru marcant al Partidului Național Liberal și prefectul județului Turda-Arieș în anii 1922-1923 :pp. 117-118. A fost, de asemenea, ales deputat în cel dintâi Parlament al României Mari :p. 91.

## Recunoașteri
A fost distins cu Crucea Roșie de Ofițer a Ordinului „Steaua României” :p. 180. 